# Mosbolletjies
Le mosbolletjies est une brioche sucrée ou un pain traditionnel afrikaner ou hollandais fabriqué dans les régions viticoles de la province du Cap en Afrique du Sud,. Le nom est d'origine afrikaans et est une combinaison de mos (« jus de raisin partiellement fermenté » en afrikaans) et bolletjies (« boules » ou « petits pains » en afrikaans). Les mosbolletjies peuvent être séchés pour faire des biscottes. Les brioches sont généralement servies avec du thé ou du café.

## Histoire
La brioche a été cuisinée pour la première fois par des réfugiés français huguenots qui se sont installés dans la ville de Franschhoek en 1688 et ont introduit la viticulture dans la région. Les mosbolletjies étaient généralement fabriquées pendant la saison viticole, lorsque son ingrédient principal était facilement disponible.

## Fabrication
Traditionnellement, le moût de raisin restant de la production de vin était utilisé comme agent levant et ajouté à la pâte. Des épices comme l'anis sont ajoutées et la pâte mélangée est ensuite cuite. De nos jours, le jus de raisin et la levure sont généralement utilisés à la place du moût de raisin.
La pâte des brioches est roulée en boules et serrée dans une plaque de support, ce qui lui donne une série cohérente de bosses qui, une fois cuites, rendent les morceaux individuels faciles à détacher. Il est synonyme d'un plat américain appelé monkey bread. 